# Conus dominicanus
Espèce
Conus dominicanus est une espèce de mollusques gastéropodes marins de la famille des Conidae.
Comme toutes les espèces du genre Conus, ces escargots sont prédateurs et venimeux. Ils sont capables de « piquer » les humains et doivent donc être manipulés avec précaution, voire pas du tout.

## Description
La taille de la coquille varie entre 40 mm et 57 mm.
La spire est élevée de manière concave, tuberculée et étroitement striée. Elle est nébuleusement peinte de brun orangé, de marron ou de chocolat et de blanc, ce dernier formant généralement une bande centrale interrompue et irrégulière, en plus d'être disposé de façon hétéroclite sur d'autres parties de la surface. Elle est entourée de lignes brunes étroites et rapprochées, qui sont parfois légèrement surélevées. .

## Distribution
Cette espèce marine d'escargot conique se trouve dans la mer des Caraïbes au large de Grenade ; Grenadines.

## Taxonomie

### Publication originale
L'espèce Conus dominicanus a été décrite pour la première fois en 1792 par le conchyliologiste danois Christian Hee Hwass (1731-1803) dans la publication intitulée « Encyclopédie méthodique ou par ordre de matières Histoire naturelle des vers - volume 1 » écrite par le naturaliste français Jean-Guillaume Bruguière (1750-1798),.

### Synonymes
- Conus (Stephanoconus) dominicanus Hwass, 1792 · appellation alternative
- Conus cedonulli dominicanus Hwass, 1792 · non accepté
- Conus cedonulli var. dominicanus Hwass, 1792 · non accepté
- Tenorioconus dominicanus (Hwass, 1792) · non accepté

## Identifiants taxonomiques
Chaque taxon catalogué par les bases de données biologiques et taxonomiques possède un identifiant qui permet d'établir un point de référence. Les identifiants de Conus dominicanus dans les principales bases sont les suivants :
CoL : 5ZXQ8 - GBIF : 6510369 - IRMNG : 11811522 - WoRMS : 430330